# The Division Bell
The Division Bell (en español, La campana de la división) es el decimocuarto álbum de estudio de la banda de rock progresivo Pink Floyd, lanzado el 28 de marzo de 1994 a través de EMI en el Reino Unido y en Estados Unidos a través de Columbia Records. Es el segundo álbum de estudio publicado desde la marcha del bajista original y miembro fundador Roger Waters.
Compuesto en su gran mayoría por el guitarrista David Gilmour y el teclista Richard Wright, el tema central del disco es la comunicación entre las personas, o la falta de ella, acompañado de otros temas relacionados como el aislamiento, la ambigüedad, el enfrentamiento o la autodefensa. La grabación tuvo lugar en diversos estudios, incluyendo los Estudios Britannia Row y la casa flotante de Gilmour, Astoria. La producción contó con la ayuda de algunos incondicionales de la banda como el productor discográfico Bob Ezrin, el ingeniero de sonido Andy Jackson, el saxofonista Dick Parry y el director de orquesta Michael Kamen. La pareja de Gilmour, Polly Samson, coescribió algunas de las letras, mientras que Wright hizo su primer aporte como vocalista principal desde el álbum de 1973 Dark Side of the Moon. 
Alcanzó el número uno en las listas de ventas del Reino Unido y los Estados Unidos, aunque recibió críticas bastante duras como la de Tom Sinclair de Entertainment Weekly que llegó a decir que "la avaricia es la única explicación posible para este álbum simple y estúpido, notable por la fusión de rock progresivo pomposo y new age que pone enfermo". Además, el antiguo miembro de la banda Roger Waters llegó a decir que era "una basura". Después del lanzamiento, la banda se embarcó en una gira por Estados Unidos, Europa y el Reino Unido. The Division Bell fue certificado disco de oro, platino, doble platino en junio de 1994 y triple platino en enero de 1999 por la RIAA. Ha vendido más de doce millones de copias a nivel mundial. La canción "Marooned" ganó un Premio Grammy en la categoría de mejor instrumental. Sus conciertos son considerados como "los mejores shows" por el hecho de contar con una iluminación y sonido impecable y un gran talento en la banda de apoyo.

## Trama
The División Bell es un álbum que se trata acerca sobre temas relacionados con la comunicación, es decir, la idea de que muchos de los problemas de la vida se pueden solventar con el diálogo. Canciones como "Poles Apart" y "Lost for Words" a veces son interpretadas como referencias al largo distanciamiento entre el antiguo miembro Roger Waters y Pink Floyd, aunque Gilmour ha negado que el álbum sea una alegoría sobre dicha separación. En 1994 dijo: "La gente puede inventar y relacionar una canción de forma personal, pero ya es un poco tarde para intentar hacer magia con lo de Roger".

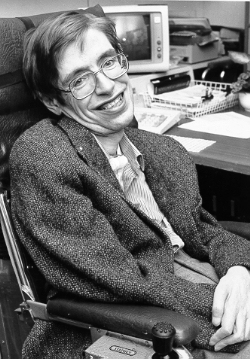
Se utilizó un sample de la voz de Stephen Hawking en la canción "Keep Talking".

La temática general de la comunicación se refleja en el mismo título del álbum; The Division Bell se inspiró en el division bell utilizado en el Parlamento del Reino Unido, cuya utilización indica que se va a llevar a cabo una votación. El baterista Nick Mason comentó más sobre esto en 1994, diciendo que "sí tenía algo de significado. Trata sobre que la gente tome decisiones, sí es o no es".
Producido sólo unos años después de la caída del bloque del Este, la canción "A Great Day for Freedom" yuxtapone la euforia general de, por ejemplo, la caída del Muro de Berlín, con la limpieza étnica y el genocidio que le siguió, en particular en la antigua Yugoslavia. Se utilizaron samples de la voz de Stephen Hawking para la parte hablada de la canción "Keep Talking". Gilmour oyó por primera vez las palabras del profesor en un anuncio de la televisión británica, sintiéndose tan interesado por el sentimiento de Hawking que decidió contactar con la compañía que se encargó de hacer el anuncio para pedir permiso para utilizarlo en el álbum. Enfatizando en el tema general de la falta de comunicación, al final del disco se puede oír al hijastro de Gilmour, Charlie, colgándole el teléfono al mánager de Pink Floyd Steve O'Rourke, que había estado pidiendo aparecer en el nuevo álbum (en la canción). En el programa radiofónico In the Studio, el DJ Redbeard, concluyó que el álbum ofrecía "la verdadera posibilidad de trascender todo, a través de grandes momentos de gracia".

Parece políticamente incorrecto tomar ideas de la publicidad, pero parecía una pieza muy relevante.
Nick Mason (1994), refiriéndose a Stephen Hawking en "Keep Talking".

## Grabación
Después de terminar la gira de A Momentary Lapse of Reason en 1990, en diciembre de 1992 Gilmour, Mason y Wright comenzaron a improvisar nuevos temas, en unas sesiones de grabación en los Estudios Britannia Row, recientemente reformados. A pesar de que la banda tenía cierta aprensión a grabar juntos nuevamente, después del primer día aumentó la confianza en sí mismos y poco después, pidieron al bajista Guy Pratt (quien, desde el final de la gira de Momentary Lapse of Reason, se convirtió en novio de la hija de Wright, Gala Wright) que contribuyese. Según Mason, "ocurrió un fenómeno interesante, que fue que la forma de tocar de Guy comenzó a cambiar la atmósfera de la música que nosotros mismos habíamos creado con anterioridad". Sin los problemas legales que experimentaron a la hora de producir su álbum de 1987 A Momentary Lapse of Reason, Gilmour estaba más tranquilo; si veía que la banda "estaba consiguiendo algo", simplemente apretaba el botón de grabar del DAT. En un punto Gilmour grabó de forma clandestina a Wright tocando los teclados, capturando material que después sería la base de tres piezas musicales.

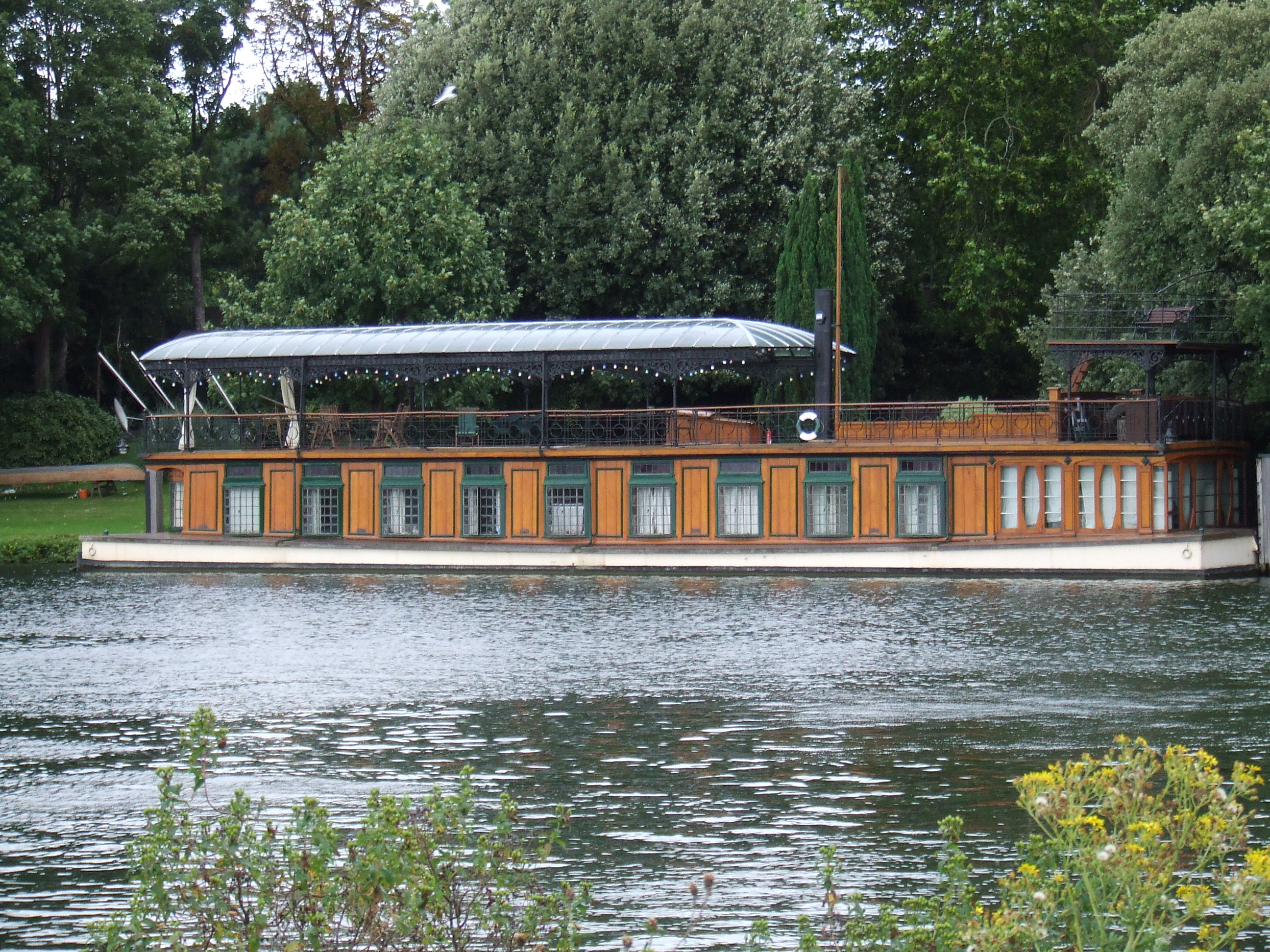
Imagen del Astoria, estudio de grabación de David Gilmour, en donde se produjo parte del álbum, así como su antecesor.

Las improvisaciones que grabó la banda ayudaron a estimular su proceso creativo y después de unas dos semanas ya tenían unas 65 piezas de música. Con el ingeniero Andy Jackson de vuelta y Bob Ezrin contratado como coproductor, trasladaron la producción a la casa flotante y estudio de grabación de Gilmour, el Astoria. La banda escuchó todo y emitió votos para cada pista, cribando el material hasta llega a tener unas 27 piezas musicales. Eliminando algunas de las piezas y fusionando otras, finalmente se quedaron con unas quince pistas, antes de recortar nuevamente y dejarlo finalmente en once canciones. La selección de canciones se hizo sobre la base de un sistema de puntuación, en el cual cada uno de los tres miembros otorgaba una puntuación del uno al diez a cada canción candidata, un plan que se torció notablemente por la decisión de Wright de conceder a sus canciones los diez puntos máximos y al resto no concederle ningún punto. Contractualmente, el teclista no era miembro de plenos derechos de la banda, cosa que le molestó; Wright después dijo: "Casi llega el momento en que decidí dejar el álbum, porque sentí que no era justo lo que habíamos acordado". A pesar de su frustración decidió permanecer y recibió sus primeros créditos como compositor en un álbum de Pink Floyd desde Wish You Were Here de 1975.
La nueva esposa de Gilmour, Polly Samson, también recibió créditos de composición. Inicialmente, su papel se limitaba a apoyar y animar a su marido, pero después ayudó a Gilmour a componer "High Hopes", canción que trata sobre la infancia de Gilmour y su juventud en Cambridge. Después, su papel se expandió hasta coescribir otras seis canciones, algo que no le sentó muy bien a Ezrin. En una entrevista concedida a la revista Mojo, Gilmour admitió que las colaboraciones de Samson habían "alborotado al productor", a pesar de que después Ezrin dijera que su presencia era una inspiración para Gilmour y que [ella] "hizo que el álbum saliese adelante".
Antes de comenzar con el trabajo de grabación, entraron al estudio el teclista Jon Carin y el percusionista Gary Wallis para completar la banda. También se contrataron a cinco cantantes para los coros, entre ellos Sam Brown y la cantante que participó en la gira de Momentary Lapse Durga McBroom. En este punto, la banda se trasladó a los Estudios Olympia y grabó la mayoría de las pistas "ganadoras" en una semana. Después de un descanso veraniego, volvieron al Astoria para grabar las piezas secundarias. Ezrin trabajó en varios de los sonidos de batería y el compositor y director de orquesta, antiguo colaborador de la banda Michael Kamen hizo los arreglos de cuerda. Dick Parry tocó el saxofón por primera vez en un álbum de Pink Floyd desde hacía casi veinte años, en la pista "Wearing the Inside Out", mientras que Chris Thomas terminó las mezclas del disco. Entre septiembre y diciembre se hicieron las sesiones de grabación y mezclas en los Estudios Metrópolis de Chiswick y los Estudios The Creek Recording de Londres. En septiembre, la banda actuó en un concierto benéfico en Cowdray House, en Midhurst. La masterización corrió a cargo de Doug Sax y James Guthrie y se llevó a cabo en el Mastering Lab de Los Ángeles.

### Instrumentación
Con la ayuda del técnico de guitarra de Gilmour, Phil Taylor, Carin consiguió localizar en un almacén algunos de los viejos teclados de la banda, incluyendo un órgano Farfisa. Algunos de los sonidos sampleados con estos instrumentos se usaron para las pistas "Take It Back" y "Marooned". Carin recibió la ayuda de Ezrin en los teclados, mientras que Durga McBroom se encargó de los coros junto a Sam Brown, Carol Kenyan, Jackie Sheridan y Rebecca Leigh-White.
Gilmour usó varios estilos distintos en el álbum. "What Do You Want from Me" tiene influencias del Chicago blues y "Poles Apart" tiene varios matices folk. Para los improvisados solos de guitarra de "Marooned" usó un pedal Digitech Whammy para subir las notas una octava. En "Take It Back" usó un EBow (un aparato que simula el sonido de una guitarra rasgada con arco, con una guitarra Gibson J-200 pasada por una unidad de efectos.

## Presentación

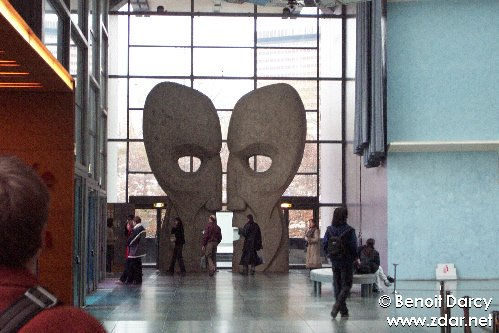
Las dos enormes cabezas de piedra que se usaron para diseñar la portada del álbum.

Para no competir con otros álbumes importantes que coincidiesen en fecha de lanzamiento (como ocurrió con A Momentary Lapse) Pink Floyd puso como fecha límite abril de 1994, momento en el que comenzarían una nueva gira. A pesar de esto, para enero la banda aún no había decidido el nuevo título del disco. La lista de nombres que se barajaban incluía Pow Wow y Down to Earth. En una cena, el escritor Douglas Adams sugirió The Division Bell (usado en la canción "High Hopes"), y así quedó.
El viejo colaborador de la banda Storm Thorgerson hizo el diseño artístico para el nuevo disco. Levantó dos enormes cabezas metálicas con la medida aproximada de un autobús de dos pisos en un campo cercano a Ely. Las esculturas se colocaron juntas y fueron fotografiadas de perfil para crear la ilusión óptica de que no sólo estaban una frente a la otra o hablando, sino que también se le presentaba al espectador una tercera cara. Las esculturas fueron concebidas por Keith Breeden y construidas por John Robertson. En el horizonte, en el hueco que hay entre las bocas de las estatuas, se divisa la Catedral de Ely. Las esculturas ahora se encuentran en el Rock and Roll Hall of Fame de Cleveland, Ohio.

El álbum parece mucho más casero, mucho más como una banda tocando junta. Creo que en particular Rick se sintió mucho más integrado en el proceso esta vez, en comparación con  Momentary Lapse. Estuvo bien tenerlo de vuelta.
Nick Mason (2005)

El álbum se lanzó en el Reino Unido y Estados Unidos en CD, LP y casete, cada uno de ellos con su propio formato y diseño de etiquetas específico. Para el lanzamiento del casete Aden Hynes fabricó dos esculturas de siete metros y medio fotografiadas de forma similar a las dos cabezas metálicas. El material gráfico incluido en el interior del libreto del CD gira en torno a un tema similar, con la imagen de dos cabezas formadas por distintos objetos, como periódicos ("A Great Day for Freedom"), vidrieras de color ("Poles Apart") y guantes de boxeo ("Lost for Words"). En las páginas dos y tres se ve una imagen del Observatorio Interamericano del Cerro Tololo, en Chile.
La portada de The Division Bell se encuentra entre uno de los diez que escogió la Royal Mail para sus sellos postales "Classic Album Cover" lanzados en enero de 2010.

## Lanzamiento y recepción crítica
El 10 de enero de 1994 se hizo una rueda de prensa para anunciar el lanzamiento del nuevo álbum en el Coast Guard Air Station Elizabeth City de Carolina del Norte, Estados Unidos. Fabricaron en el Reino Unido un dirigible Skyship 600 que llevaron hasta la recepción hasta su regreso a Weeksville, donde resultó inutilizable por una tormenta el 27 de junio. Se vendieron algunas de sus partes como souvenirs. Para la recepción que hizo la banda en el Reino Unido el 21 de marzo, usaron un dirigible A60, translúcido y pintado para parecer un pez, que usaron para llevar a los periodistas por un tour por Londres. También utilizaron el dirigible, que brillaba en la oscuridad, para volar por Europa del Norte.
El álbum se lanzó en el Reino Unido a través de EMI Records el 28 de marzo de 1994, y en Estados Unidos a través de Columbia Records el 4 de abril, posicionándose de inmediato en el puesto número uno de las listas de ventas de ambos países. The Division Bell fue certificado plata y oro en el Reino Unido el 1 de abril de 1994, platino un mes después y doble platino el 1 de octubre. En Estados Unidos se certificó oro y doble platino el 6 de junio de 1994 y triple platino el 29 de enero de 1999.
A pesar de las buenas ventas, la recepción por parte de la crítica fue, en general, mala, aunque esto ha cambiado con el tiempo. Roger Waters llegó a expresar que era "basura, tonterías de principio a fin". El crítico de Entertainment Weekly, Tom Sinclair, concedió al álbum una calificación de "D", comentando que "la avaricia es la única explicación posible para este álbum simple y estúpido, notable por la fusión de rock progresivo pomposo y New age que pone enfermo". El crítico de Rolling Stone Tom Graves criticó la actuación de Gilmour, afirmando que sus solos de guitarra "una vez fueron el centro de la banda, tan articulados, melódicos y bien definidos como cualquiera en el rock, [pero] ahora se acomoda y se va por las ramas, haciendo de ellas tan olvidables como antes eran indelebles", añadiendo que "sólo en "What Do You Want from Me" Gilmour suena como quiere".
Sin embargo, el álbum hoy en día es bien aceptado tanto por los fanes como por los críticos. Por ejemplo, posee un promedio de 3.75 en ProgArchives.com, una página dedicada al rock progresivo. El 24 % califica al álbum con 5/5, mientras el 44 % lo califica con 4/5. El 22 % le da al álbum un 3/5. El resto lo califica con 2/5.
El álbum fue nominado a "mejor álbum de artista británico", en los Premios Brit de 1995, perdiendo con el álbum de Blur Parklife. En marzo de 1995 la banda recibió un Premio Grammy a "la mejor actuación de rock instrumental" por la canción "Marooned".

## Gira
Dos días después del lanzamiento del álbum, comenzó la Gira Division Bell en el Joe Robbie Stadium de Miami. La lista de temas comenzaba con "Astronomy Domine" de 1967, antes de pasar a canciones de 1987 extraídas de A Momentary Lapse of Reason y canciones de The Division Bell. También se incluyeron canciones de los álbumes Wish You Were Here, Dark Side of the Moon y The Wall. 

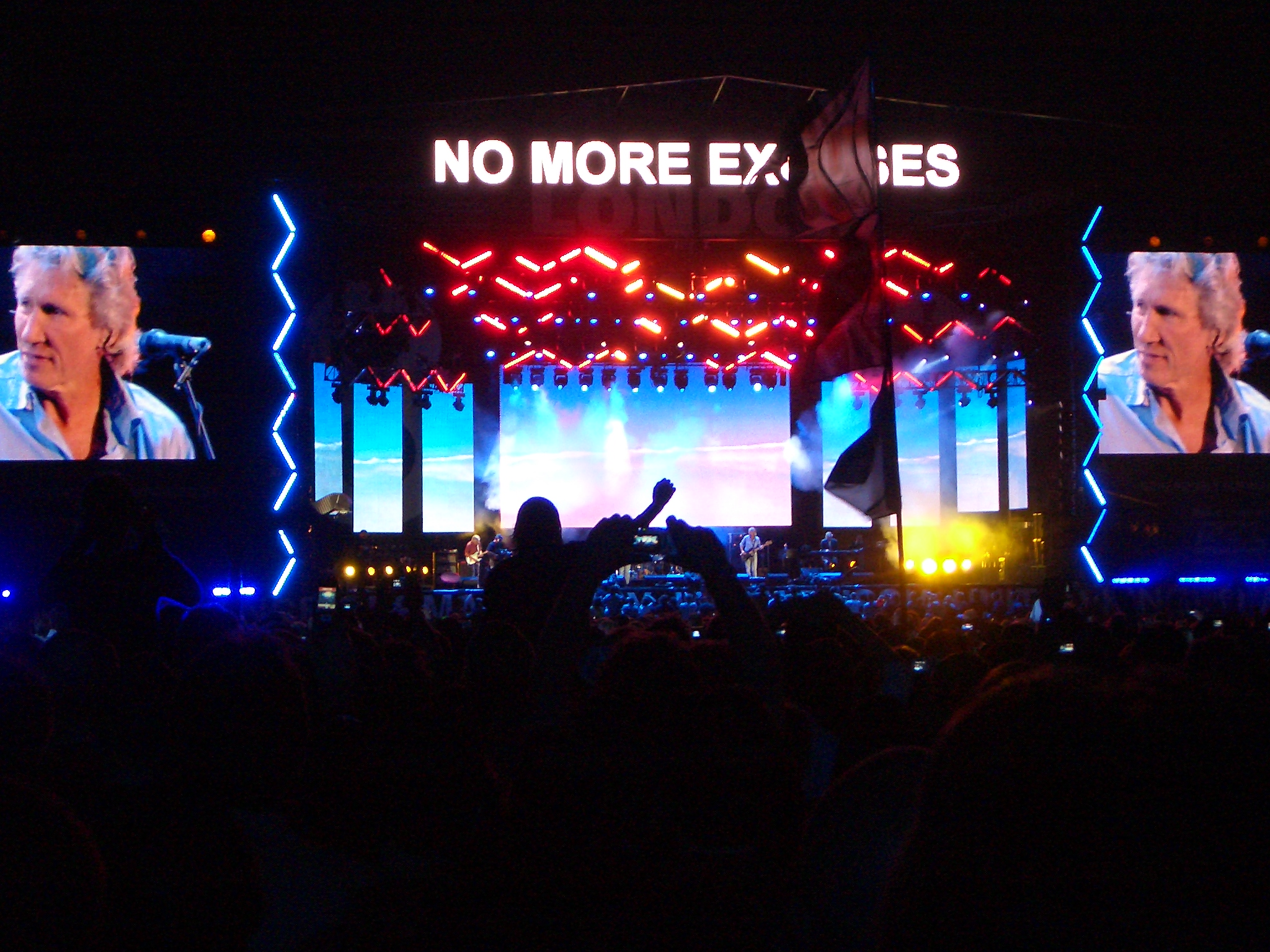
La gira terminó el 29 de octubre de 1994 en Earls Court, siendo la última actuación de la banda hasta el concierto de Live 8 de 2005.

Participaron en la gira músicos de apoyo Sam Brown, Jon Carin, Claudia Fontaine, Durga McBroom, Dick Parry, Guy Pratt, Tim Renwick y Gary Wallis. La gira tuvo una escala en la Ciudad de México el 9 y 10 de abril, en lo que serían sus únicos conciertos en un país latinoamericano; y continuó por Estados Unidos entre abril y mediados de junio, antes de llegar a Canadá y volver a Estados Unidos en julio. Cuando la gira llegó a Europa a finales de julio, invitaron a Waters a unirse a la banda, oferta que declinó, además de mostrar su enfado por el hecho de algunas canciones de la banda volviesen a tocarse en grandes recintos. El 29 y 30 de agosto hicieron escala en Oslo, Noruega (RoIo Driftwood) y del 13 al 21 de septiembre en Italia (Turín, Údine, Módena y Roma). La primera noche de la gira del Reino Unido, el 12 de octubre, se vino abajo un añadido previsto para 1 200 personas, aunque no hubo heridos; la actuación se repitió más adelante. La gira contó con el arco de luces enorme, el tan famoso círculo lumínico donde se proyectan las imágenes (empleado desde 1974), una bola de espejos que se abre durante el solo de Comfortably Numb y un sofisticado sistema de láseres. La iluminación de esta gira es considerada como "lo más grande en iluminación".

## Publius Enigma
Durante la gira una persona anónima llamada Publius mandó un mensaje a un grupo de noticias de internet, en el que invitaba a los fans a resolver un acertijo supuestamente oculto en el nuevo álbum. La veracidad del mensaje se demostró cuando las luces durante un concierto en East Rutherford iluminaban las palabras "Enigma Publius". Durante un concierto televisado en Earls Court en octubre de 1994, se proyectaron las letras "enigma" en el telón de fondo del escenario. Mason dijo después que Publius Enigma existió y que había sido instigado por la compañía discográfica más que por la banda. Para 2010 el acertijo sigue sin haberse resuelto.
La gira terminó el 29 de octubre de 1994 en Earls Court, siendo la última actuación de la banda hasta el concierto de Live 8 de 2005. Se estima que vendieron alrededor de 5,3 millones de entradas y que recaudaron unos 100 millones de dólares. En junio de 1995 se lanzaron un álbum de la gira, llamado Pulse y un video del concierto, también llamado Pulse.
La gira The Division Bell Tour utilizó temas de los siguientes álbumes:
- The Piper at the Gates of Dawn (1967)
- Meddle (1971)
- Dark Side of the Moon (1973)
- Wish You Were Here (1975)
- The Wall (1979)
- A Momentary Lapse of Reason (1987)
- El mismo álbum promocional de The Division Bell, 1994 (año de la gira).

## Lista de canciones
Voz principal de David Gilmour, excepto donde se indique lo contrario.
| N.º   | Título                                                                   | Letras                        | Música          | Duración |  |
| 1.    | «Cluster One»                                                            | Instrumental                  | Gilmour, Wright | 5:59     |  |
| 2.    | «What Do You Want from Me?»                                              | Gilmour, Samson               | Gilmour, Wright | 4:21     |  |
| 3.    | «Poles Apart»                                                            | Gilmour, Samson, Laird-Clowes | Gilmour         | 7:04     |  |
| 4.    | «Marooned»                                                               | Instrumental                  | Gilmour, Wright | 5:29     |  |
| 5.    | «A Great Day For Freedom»                                                | Gilmour, Samson               | Gilmour         | 4:17     |  |
| 6.    | «Wearing the Inside Out» (Voz principal: Richard Wright y David Gilmour) | Anthony Moore                 | Wright          | 6:49     |  |
| 7.    | «Take It Back»                                                           | Gilmour, Samson, Laird-Clowes | Gilmour, Ezrin  | 6:12     |  |
| 8.    | «Coming Back to Life»                                                    | Gilmour                       | Gilmour         | 6:19     |  |
| 9.    | «Keep Talking»                                                           | Gilmour, Samson               | Gilmour, Wright | 6:11     |  |
| 10.   | «Lost for Words»                                                         | Gilmour, Samson               | Gilmour         | 5:14     |  |
| 11.   | «High Hopes»                                                             | Gilmour, Samson               | Gilmour         | 8:32     |  |
| 66:32 |                                                                          |                               |                 |          |  |

## Personal
| Pink Floyd - David Gilmour – voz principal, guitarras, bajo, guitarra acústica, teclados, producción, mezclas, programación - Nick Mason – batería, percusión, programación - Richard Wright – teclados, piano, voz Producción - Andrew Jackson – ingeniero de sonido - Michael Kamen – arreglos de orquesta - Edward Shearmur – orquestación - Steve McLoughlin – grabación de la orquesta - Chris Thomas – mezclas - Tony May, Rupert Truman, Stephen Piotrowski – fotografía - Peter Curzon, Ian Wright – diseños | Músicos adicionales - Jon Carin – programación y teclados adicionales - Guy Pratt – bajo - Gary Wallis – percusión - Tim Renwick – guitarras - Dick Parry – saxofón tenor - Bob Ezrin – teclados y percusión - Sam Brown – coros - Durga McBroom – coros - Carol Kenyon – coros - Jackie Sheridan – coros - Rebecca Leigh-White – coros - Polly Samson – letras - Anthony Moore – letra en "Wearing The Inside Out" |

## Posición en listas
| Año  | Lista                           | Posición |
| ---- | ------------------------------- | -------- |
| 1994 | Lista británica de álbumes      | 1        |
| 1994 | Lista estadounidense de álbumes | 1        |
| 1994 | Lista noruega de álbumes        | 1        |
| 1994 | Lista australiana de álbumes    | 1        |
| 1994 | Lista suiza de álbumes          | 1        |

| Año  | Título                                                                                            | Posición | Lista             | Fuente(s)  |
| ---- | ------------------------------------------------------------------------------------------------- | -------- | ----------------- | ---------- |
| 1994 | "Take it Back" (edit)/"Astronomy Dominé (directo)"                                                | 73       | Billboard Hot 100 | [ nota 7 ] |
| 1994 | "Take It Back"                                                                                    | 23       | UK Singles Chart  | [ nota 8 ] |
| 1994 | "High Hopes" (versión del álbum)/"Keep Talking" (versión del álbum)/"One of These Days" (directo) | 26       | UK Singles Chart  | [ nota 9 ] |